# Герб Варгашинского района
Герб Варгашинского района Курганской области Российской Федерации — является официальным символом Варгашинского района. Герб Варгашинского района составлен по правилам и соответствующим традициям геральдики, и отражает исторические, культурные, социально-экономические, национальные и иные местные традиции Варгашинского района.
Герб утверждён решением Варгашинской районной Думы от 28 мая 2009 года № 24 и внесён в Государственный геральдический регистр Российской Федерации с присвоением регистрационного номера 5712.

## Описание
«В поле, рассеченном красным и золотом, черное колесо о шести спицах сопровожденное по сторонам языками пламени переменных цветов».
Герб Варгашинского района, в соответствии с Законом Курганской области от 13.05.1998 № 119 и от 03.09.2002 № 218 «О гербе и флаге Курганской области» (статья 7.2), может воспроизводиться в двух равно допустимых версиях:
- с вольной частью (четырехугольником, примыкающим к верхнему правому углу щита с воспроизведёнными в нем фигурами герба Курганской области);
- без вольной части

## Символика
Начало заселения, и освоения территории современного Варгашинского района русскими людьми падает на конец XVII века. К 40-м годам XVIII века пограничная линия (Ишимская) с кочевниками разделяла территорию будущего района примерно пополам (что на гербе символически представлено рассечение щита на две части). Только с 50-х годов XVIII века, с постройкой новой погранично-оборонительной линии, территория района прочно вошла в состав Российского государства. Одним из звеньев старой пограничной линии являлся форпост Максимовский. С переносом границы его военно-оборонительное значение утратилось, и позже на месте форпоста возникла деревня Варгашева (Варгаши). Именно по имени этой деревне назван районный центр и район.
Рабочий поселок Варгаши обязан своим возникновением строительству Транссибирской магистрали. За время своего существования Варгашинский район превратился из аграрного района в аграрно-промышленный.  Огромное значение в этом превращении отводится железнодорожной станции (символически представленной на гербе колесом), поскольку железная дорога обеспечила и надежную связь, и скорое сообщение с окружным, а потом и областным центром, а также материальное обеспечение  жителей и местных предприятий.
Колесо — не только символическое отражение в гербе Варгашинского района железнодорожной станции, но и символ вечного движения и развития.
Языки пламени, которые сопровождают колесо, символизируют завод противопожарного и специального оборудования (ОАО «Варгашинский завод противопожарного и специального оборудования»), определяющий промышленное лицо района.   
Красный цвет символизирует труд, жизнеутверждающую силу, мужество, праздник, красоту.
Золото — символ высшей ценности, величия, прочности, силы, великодушия. 
Черный цвет символизирует благоразумие, мудрость, скромность, честность.
.

## Авторская группа
Герб разработан «Союзом геральдистов России»
- идея герба: Константин Мочёнов (Химки),
- художник и компьютерный дизайн: Оксана Фефелова (Балашиха)
- обоснование символики: Вячеслав Мишин (Москва)